# Дёйвенворде, Якобус
Якобус Дёйвенворде (нидерл. Jacobus Duivenvoorde MSC  , 15 ноября 1928 года, Хемскерк, Нидерланды — 16 ноября 2011 год, Тилбург, Нидерланды) — католический прелат, архиепископ Мерауке с 26 июня 1972 года по 7 апреля 2004 года, член монашеской конгрегации «Миссионеры Святейшего Сердца Иисуса».

## Биография
21 сентября 1949 года Якобус Вёйвенворде вступил в монашескую конгрегацию «Миссионеры Святейшего Сердца Иисуса». 5 сентября 1954 года он был рукоположён в священника. С 1956 года Якобус Вёйвенворде занимался миссионерской деятельностью в Нидерландской Новой Гвинее, где он был ректором начальной семинарии и секретарём апостольского викария Мерауке архиепископа Германа Тиллеманса.
26 июня 1972 года Римский папа Павел VI назначил Якобуса Дёйвенворде архиепископом Мерауке. 1 октября 1972 года состоялось рукоположение Якобуса Дёйвенворде в епископа, которое совершил апостольский викарий Мерауке архиепископ Герман Тиллеманс в сослужении с епископом Джаяпуры Германом Фердинандусом Марией Мюннингхоффом и епископом Маноквари Петрусом Малахиасом ван Дьепеном.
7 апреля 2004 года Якобус Вёйденворде ушёл на покой, после чего вернулся в Нидерланды.

## Награды
- Награждён Орденом Нидерландского льва.